# Thumbedin
Thumbedin (en népalais : थुम्बेदिन) est un comité de développement villageois du Népal situé dans le district de Taplejung. Au recensement de 2011, il comptait 2 267 habitants.